# Лејк Милс (Ајова)
Лејк Милс (енгл. Lake Mills) град је у америчкој савезној држави Ајова. По попису становништва из 2010. у њему је живело 2.100 становника.

## Демографија
Према попису становништва из 2010. у граду је живело 2.100 становника, што је -40 (-1.9%) становника више него 2000. године.
| Група             | 2000.         | 2010.         |
| Белци             | 2.075 (97,0%) | 1.987 (94,6%) |
| Афроамериканци    | 1 (0,0%)      | 6 (0,3%)      |
| Азијати           | 14 (0,7%)     | 22 (1,0%)     |
| Хиспаноамериканци | 35 (1,6%)     | 75 (3,6%)     |
| Укупно            | 2.140         | 2.100         |